# Rachel Klein
Rachel Klein (1953) è una scrittrice e giornalista statunitense.

## Biografia
Figlia del professore ed economista statunitense Lawrence Klein. Lavora per due testate: The Literary Review e The Chicago Review.

## Opere
- i diari della falena (2002)